# Goryphus detritus
Goryphus detritus là một loài tò vò trong họ Ichneumonidae.